# Liste der Monuments historiques in Boissey
Die Liste der Monuments historiques in Boissey führt die Monuments historiques in der französischen Gemeinde Boissey auf.

## Liste der Bauwerke
| Bezeichnung | Beschreibung | Standort     | Kennzeichnung | Schutzstatus | Datum | Bild           |
| ----------- | ------------ | ------------ | ------------- | ------------ | ----- | -------------- |
| Bauernhof   |              | Layat (Lage) | PA00116315    | Classé       | 1936  | weitere Bilder |

## Liste der Objekte
- Monuments historiques (Objekte) in Boissey (Ain) in der Base Palissy des französischen Kultusministeriums